# I Love Rock ’n’ Roll
«I Love Rock ’n’ Roll» (с англ. — «Я люблю рок-н-ролл») — песня в жанре рок, написанная в 1975 году Аланом Мерриллом и Джейком Хукером из группы «The Arrows». Песня считается одной из самых известных рок-песен двадцатого столетия.
Хотя оригинальная версия не фигурировала в чартах, песня приобрела международную известность благодаря дальнейшим успешным кавер-версиям.
«I Love Rock ’n’ Roll» находится в списке 365 лучших песен двадцатого столетия, составленным RIAA и NEA. 
Песня оценивалась американским журналом Rolling Stone и занимала 484-е место в списке 500 величайших песен всех времён по версии журнала Rolling Stone.

## Оригинальная версия
Песня была первоначально записана рок-группой «The Arrows» в 1975 году и выпущена лейблом RAK Records. Продюсер проекта — Микки Мост. Первоначальная версия была размещена на стороне «Б» сингла «Broken Down Heart», но вскоре была перезаписана и перемещена на сторону «А».
В одном из интервью Алан Мерилл сказал, что он написал эту песню как спонтанный ответ на «It's Only Rock 'n Roll (But I Like It)» The Rolling Stones.
В 1975 году The Arrows исполнили «I Love Rock ’n’ Roll» в ТВ-шоу Мюриэля Янга «45». В 1976 году компанией Granada ITV был выпущен видеоклип, снятый в трёх местах: парк в Berkeley Square, Лондон; улица Charles Street, Лондон; студия в Granada ITV. В том же году группа при содействии Янга участвовала в еженедельном ТВ-шоу «Arrows», в котором исполняла свои песни и приглашала ещё одну группу. В свет вышло 14 выпусков; за это время The Arrows записали несколько версий «I Love Rock ’n’ Roll» (версия из видеоклипа доступна на сборнике 2002 года Tawny Tracks).

## ВерсияДжоан Джетт
Песня «I Love Rock ’n’ Roll» была исполнена американской певицей Джоан Джетт в 1979 году, когда певица увидела по телевидению запись телешоу, в котором группа «The Arrows» гастролировала в своём турне по Англии с группой The Runaways. Джоан решила сделать запись песни в собственном исполнении. Первая запись была сделана певицей и двумя музыкантами из группы Sex Pistols в 1979 году — Стивом Джонсом и Полом Куком. Первоначальная версия не стала хитом. В 1982 году, Джоан повторно сделала запись песни с её собственной группой — The Blackhearts (англ. Чёрные сердца). Версия 1982 года заняла #1 в американском чарте Billboard Hot 100 и удерживала свои позиции в течение семи недель. Сингл «I Love Rock ’n’ Roll» стал началом сольной карьеры Джоан Джетт.
Клип на песню «I Love Rock ’n’ Roll» был записан на чёрно-белой плёнке. В те годы на новой телевизионной сети MTV, клип не имел высоких успехов. Действие клипа начинается с момента, когда Джетт и девушки из её группы The Blackhearts подъезжают к бару, привлекая внимание пьяной толпы и исполняя в тот момент песню хором. Позже Джоан Джетт создала собственную кавер-версию другой песни — «Тёмно-красный клевер» Томми Джеймса и Шонделлса. Песня стала лучшим американским хитом в Топ-10.
В марте 2005 года, журнал Q поместил версию песни «I Love Rock ’n’ Roll» Джоан Джетт в #85 в списке 100 Лучших Треков, исполненных на гитаре.
Кавер-версия на песню в исполнении Джоан Джетт использовалась в игре Guitar Hero для игровой консоли PlayStation 2.

### Места в чартах
| Чарт (1982)                               | Место |
| ----------------------------------------- | ----- |
| Australia (Kent Music Report)             | 1     |
| Австрия (Ö3 Austria Top 40)               | 4     |
| Бельгия/Фландрия (Ultratop 50)            | 2     |
| Canadian RPM Top Singles                  | 1     |
| France (SNEP)                             | 4     |
| Германия (GfK)                            | 6     |
| Irish Singles Chart                       | 2     |
| Italy (FIMI)                              | 42    |
| Нидерланды (Dutch Top 40)                 | 1     |
| Нидерланды (Single Top 100)               | 1     |
| Новая Зеландия (Recorded Music NZ)        | 1     |
| South African Chart                       | 1     |
| Швеция (Sverigetopplistan)                | 1     |
| Швейцария (Schweizer Hitparade)           | 3     |
| UK (Official Charts Company)              | 4     |
| U.S. Billboard Hot 100                    | 1     |
| U.S. Billboard Hot Mainstream Rock Tracks | 1     |
| U.S. Billboard Hot Dance Club Play        | 31    |

## ВерсияБритни Спирс
«I Love Rock 'n' Roll» — четвёртый, выпущенный в Австралии и Великобритании сингл, исполненный известной поп-певицей Бритни Спирс. Песня вошла в альбом «Britney» 2001 года. Также песня была показана в фильме 2002 года с участием певицы — «Перекрёстки». Героиня Бритни Спирс исполняет песню в караоке-клубе. В 2004 году, сингл вошёл в сборные альбомы певицы 2005 года — «Greatest Hits: My Prerogative» и 2009 года — «The Singles Collection».
Версия Бритни Спирс стала одной из самых известных в музыкальной карьере певицы. Спирс предварительно прослушала оригинальную версию песни группы «The Arrows», прежде, чем начать запись собственной версии песни «I Love Rock 'n' Roll». Продвигая выпуск сингла, она приписывала версию хита песни Пэт Бенатар, вместо Джоан Джетт, хотя певица утверждает, что это было замечанием, сделанным в сарказме, а не осквернением. (англ.)

### Видеоклип
Продюсером клипа на песню «I Love Rock 'n' Roll» выступил Крис Апелбаум. Съёмки клипа проходили в Лос-Анджелесе, в Калифорнии. Бритни Спирс показана в видео в открытом кожаном костюме. Начало видео показано чёрно-белой плёнкой. Действие происходит в большой красной комнате, с потолка которой в конце клипа падают цветные блёстки. В клипе певица выступает в качестве солистки рок-группы. В середине клипа певица забирается на мотоцикл, выполняет элемент танца в рок-стиле. В конце клипа Бритни разбивает гитару. В клипе также присутствуют разнообразные цветовые огни.
«I Love Rock 'n' Roll» — один из самых неудачных коммерческих проектов Спирс. Ролик был не в состоянии занять позицию Топ 10 в большинстве стран мира. Однако этот проект нельзя считать неудачным. Сингл разошёлся тиражом в 51 000 копий. Успех в чартах также был достаточно велик, в Великобритании сингл достиг максимума #3. (англ.) Намечался американский выпуск видео, но планы в конечном счете были пересмотрены.

### Треклист/Форматы
CD сингл (Британская версия)
1. I Love Rock 'n' Roll (Album Version) 3:06
2. I Love Rock 'n' Roll (Karaoke Version) 3:06
3. Overprotected (Darkchild Remix Radio Edit) 3:06
4. I Love Rock 'n' Roll (Enhanced Music Video) 3:06

 CD сингл (Европейская, Австралийская версии)
1. I Love Rock 'n' Roll (Album Version) 3:06
2. I Love Rock 'n' Roll (Karaoke Version) 3:06
3. Overprotected (Darkchild Remix) 3:20
4. I’m Not A Girl, Not Yet A Woman (Metro Remix) 5:25

CD сингл (Немецкая версия)
1. I Love Rock 'n' Roll (Album Version) 3:06
2. I Love Rock 'n' Roll (Karaoke Version) 3:06
3. Overprotected (Riprock 'n' Alex G. Remix) 3:25
4. I’m Not A Girl, Not Yet A Woman (Metro Remix) 5:25

CD сингл (Японская версия)
1. I Love Rock 'n' Roll (Album Version) 3:06
2. I Love Rock 'n' Roll (Karaoke Version) 3:06
3. Overprotected (Darkchild Remix) 3:20
4. I’m Not A Girl, Not Yet A Woman (Metro Remix) 5:25
5. I’m A Slave 4 U (Thunderpuss Radio Mix) 3:18
6. I’m A Slave 4 U (Miguel Migs Petalpusher Vocal) 5:30
7. I’m Not A Girl, Not Yet A Woman (Spanish Fly Dub Mix) 5:55

### Места в чартах
| Чарт (2002)                         | Место |
| ----------------------------------- | ----- |
| Австралия (ARIA)                    | 13    |
| Австрия (Ö3 Austria Top 40)         | 9     |
| Бельгия/Фландрия (Ultratop 50)      | 15    |
| Бельгия/Валлония (Ultratop 50)      | 27    |
| Финляндия (Suomen virallinen lista) | 19    |
| Германия (GfK)                      | 7     |
| Hungarian Singles Chart             | 6     |
| Irish Singles Chart                 | 8     |
| Италия (FIMI)                       | 20    |
| Japan (Oricon)                      | 26    |
| Нидерланды (Dutch Top 40)           | 17    |
| Нидерланды (Single Top 100)         | 18    |
| Швеция (Sverigetopplistan)          | 15    |
| Швейцария (Schweizer Hitparade)     | 15    |
| Великобритания (OCC UK Singles)     | 13    |

#### Сертификаты
| Регион | Сертификация | Продажи |
| --- | ------------ | ------- |
| Австралия (ARIA) | Золотой      | 35 000^ |
| * Данные о продажах приведены только на основе сертификации. ^ Данные о тиражах приведены только на основе сертификации. |              |         |

#### Хронология релизов
| Страна         | Дата         | Формат      | Лейбл        |
| -------------- | ------------ | ----------- | ------------ |
| Германия       | 27 мая 2002  | Maxi single | Jive Records |
| Япония         | 19 июня 2002 | Maxi single | Sony         |
| Великобритания | 1 июля 2002  | Maxi single | Jive Records |

## Версия LadBaby
В декабре 2019 года английский блогер LadBaby выпустил комедийную версию песни.

### Чарты
20 декабря 2019 года песня дебютировала на первом месте в UK Singles Chart с тиражом 93,000 копий продаж, включая 85,000 в цифровом виде.
| Чарт (2019)                     | Высшая позиция |
| ------------------------------- | -------------- |
| Австралия (ARIA)                | 100            |
| Ирландия (IRMA)                 | 59             |
| Новая Зеландия (RMNZ)           | 20             |
| Шотландия (OCC Scotland)        | 1              |
| Великобритания (OCC UK Singles) | 1              |
| США (Hot Rock Songs, Billboard) | 10             |

## Другие версии
«I Love Rock 'n' Roll» — одна из наиболее часто используемых песен в кавер-версиях. Песня была исполнена другими артистами:
- Joe Piscopo
- Hayseed Dixie[55]
- 5ive
- Reverend Run
- Ghoti Hook
- Dragon Ash
- «Странный Эл» Янкович
- The Dresden Dolls
- NEW FOUND GLORY
- L’Arc~en~Ciel
- Alex Gaudino и Jason Rooney
- Miley Cyrus
- Iron Horse
- L.A. Guns
- Eminem в песне «Remind Me»